# Unreleased Tapes
Unreleased Tapes è un album raccolta dei Geordie, il primo gruppo di Brian Johnson, attuale cantante degli AC/DC, pubblicato su CD in edizione limitata di 500 copie solo in Russia, nel 2005, per l'etichetta OVC Media.
La raccolta contiene varie canzoni rare e inedite dei Geordie, ritrovate in archivio e mai pubblicate in precedenza; contiene anche 2 canzoni soliste di Brian Johnson risalenti al 1975.

## Tracce
1. Got no love (Johnson)
2. Only a love song (Johnson - Hill)
3. Skid row (Johnson)
4. You're my everything (Hooper) (cantata da Vic Malcolm)
5. Give it up (Johnson - Howman) (singolo solista di Brian Johnson, 1975)
6. Doesn't anybody want to help somebody (Malcolm) (cantata da Vic Malcolm)
7. You had me rollin'  (Malcolm)
8. Could it be love (Malcolm)
9. Close the door  (Johnson)
10. Bring the boys back (Johnson)
11. I can't forget you now (Freedman) (singolo solista di Brian Johnson, 1975)
12. Tried to tell you so (Johnson)

## Formazione
- Brian Johnson (voce)
- Vic Malcolm (chitarra, voce)
- Tom Hill (basso)
- Brian Gibson (batteria)